# موت على ضفاف النيل (فلم)
موت على ضفاف النيل (بالإنجليزية: Death on the Nile) هو فيلم إثارة وغموض لعام 2022 من إخراج كينيث براناه وسيناريو مايكل جرين، استنادًا إلى رواية عام 1937 التي تحمل نفس الاسم من تأليف أجاثا كريستي.

## نبذه
في الحرب العالمية الأولى، يبتكر الشاب هيركيول بوارو إستراتيجية ناجحة لتقدم سربه البلجيكي، لكن لغم يشوه وجهه. تقترح عشيقته الممرضة كاثرين أن ينمي شاربًا لإخفاء ندوبه. في عام 1937، شاهد بوارو مغنية البلوز سالومي أوتربورن وهي تؤدي عرضًا في أحد نوادي لندن، وشاهد جاكلين «جاكي» دي بيلفورت تقدم خطيبها سيمون دويل إلى صديقة طفولتها، وريثة لينيت ريدجواي.
بعد ستة أسابيع في مصر، التقى بوارو بصديقه بوك، الذي عرّفه على والدته أوفيميا، رسامة، وللزوجين، لينيت وسيمون. ينضم آخرون إلى رحلة شهر العسل: لويز بورجيه، خادمة لينيت؛ سالومي وابنة أختها / المدير روزالي، صديقة لينيت في المدرسة؛ ماري فان شويلر عرابة لينيت مع ممرضتها السيدة باورز؛ أندرو كاتشادوريان، ابن عم لينيت، الذي يدير حساباتها؛ والطبيب لينوس ويندليشام. تطلب لينيت من بوارو الحماية من جاكي التي تطاردهم إلى مصر؛ تحاول إقناع جاكي، التي تظهر له أنها تحمل مسدسًا.
للهروب من جاكي، تصعد المجموعة على متن السفينة السياحية الكرنك، على الرغم من أن لينيت أخبرت بوارو أنها لا تثق في ضيوفها. خلال رحلة استكشافية إلى أبو سمبل، اعترف بوك بأنه يواعد روزالي، على الرغم من رفض والدته؛ يبدي بوارو اهتماما تجاه سالومي. يعود الضيوف إلى الكرنك ليكتشفوا أن جاكي قد صعدت على متنها. يعترف بوارو، لجاكي بأنه تخلى عن الرومانسية بعد وفاة كاثرين في انفجار قذيفة هاون. تذهب لينيت إلى الفراش ويواجه سيمون جاكي التي تصيبه في ساقه وتحاول إطلاق النار على نفسها. في صباح اليوم التالي، اكتشفت لويز أن لينيت أُصيبت برصاصة في رأسها، وأن عقدها القيم قد سُرق.
يستجوب بوارو، بمساعدة سيمون وبوك، الضيوف، الذين يحمل كل منهم ضغينة ضد لينيت:
- كان من المفترض أن تترك لويز وظيفة لينيت لتتزوج، لكن لينيت أنهت الخطوبة.
- كان ويندليشام مخطوب للينيت حتى تركته لسيمون.
- أندرو، الذي لديه مسدس، كان يختلس من لينيت.
- تم طرد عائلة باورز الثرية سابقًا بسبب تصرفات والد لينيت خلال فترة الكساد الكبير.
- فان شويلر مستفيد من وصية لينيت؛ يستنتج بوارو أنها وباورز عاشقان.
- تحمل سالومي أيضًا مسدسًا، وكانت تتعرض لملاحظات عنصرية من لينيت قبل سنوات.
- وجدت أوفيميا عقد لينيت، لكن بوارو يشتبه في أنها استاءت من لينيت لتقديمها بوك إلى روزالي.

ومع ذلك، تمت مراقبة جاكي من قبل باورز طوال الليل. تم إلتقاط بندقيتها من النيل، ملفوفة في وشاح فان شويلر المفقود ومنديل به دم.
يكشف بوارو أنه تم تعيينه من قبل أوفيمياللتحقيق في ملاءمة روزالي للزواج من بوك، ويخلص إلى أنها تستحق أكثر من عاطفته، وتدعم العلاقة بين الاثنين. ومع ذلك، أعربت روزالي عن غضبها من التحقيق معها بهذه الطريقة، واكتشفت عن غير قصد جثة لويز. يشك بوارو في أنها شهدت مقتل لينيت وابتزت القاتل. عند استجواب بوك مع سيمون، استنتج بوارو أن بوك وجد لينيت ميتةً وسرق عقدها من أجل الحرية المالية من والدته، لكنه أصيب بالذعر ووضعه في متعلقاتها. ثم شهد مقتل لويز، وتخلص من معطفه المغطى بدمائها. قبل أن يتمكن من الكشف عن القاتل، قُتل بوك بالرصاص؛ يطارد بوارو القاتل، لكنه لا يجد سوى البندقية.
كشف بوارو أن سيمون هو قاتل لينيت مع جاكي كعقل مدبر، ورتبوا قصة سيمون الرومانسية مع لينيت لترث ثروتها. بعد تخديره لشمبانيا بوارو، تظاهر جاكي بإطلاق النار على سايمون، وزيف سايمون إصابته بطلاء مسروق من أوفيميا. يقتل سايمون لينيت ثم يطلق النار على ساقه، مكتوماً من وشاح فان شويلر. قتل جاكي لويز بمشرط ويندليشام، وبوك بمسدس أندرو. أطلقت جاكي النار على سيمون من الخلف أثناء احتضانهما، مما أدى إلى قتلهما.
أثناء نزول الركاب، يتعذر على بوارو التعبير عن مشاعره لسالومي. بعد ستة أشهر، زار بوارو ناديها لمشاهدتها وهي تؤدي بمفردها في الظلام.

## طاقم العمل
- كينيث براناه في دور هيركيول بوارو
- توم بيتمان في دور بوك.
- آنيت بنينغ في دور أوفيميا، رسامة مشهورة ووالدة بوك.
- أرمي هامر في دور سيمون دويل
- غال غادوت في دور لينيت ريدجواي دويل

- راسل براند في دورلينوس ويندليشام، طبيب أرستقراطي وخطيب لينيت السابق
- إيما ماكي بدور جاكلين دي بيلفورت، صديقة لينيت السابقة الغيورة والحبيبة السابقة لسيمون
- علي فضل بدور أندرو كاتشادوريان، ابن عم لينيت والمحامي
- دون فرينش في دور السيدة باورز، ممرضة ورفيقة لماري فان شويلر
- روز ليزلي بدور لويز بورجيه، خادمة لينيت
- صوفي أوكونيدو في دور سالومي أوتربورن، مغنية الجاز وعمة روزالي.
- جينيفر سوندرز في دور ماري فان شويلر، عرابة لينيت والشخصية الاجتماعية التي تحولت إلى الشيوعية
- ليتيشا رايت في دور روزالي أوتربورن، ابنة أخت سالومي ومديرة الأعمال، وكذلك زميلة لينيت القديم
- آن تيركل بدور ميريديث ويلسون

## روابط خارجية
- الموقع الرسمي
- مقالات تستعمل روابط فنية بلا صلة مع ويكي بيانات

لا توجد روابط لمواقع التواصل الاجتماعي.